# Sumbersuko (Dampit)
Sumbersuko is een bestuurslaag in het regentschap Malang van de provincie Oost-Java, Indonesië. Sumbersuko telt 6162 inwoners (volkstelling 2010).